# 莱兰修道院

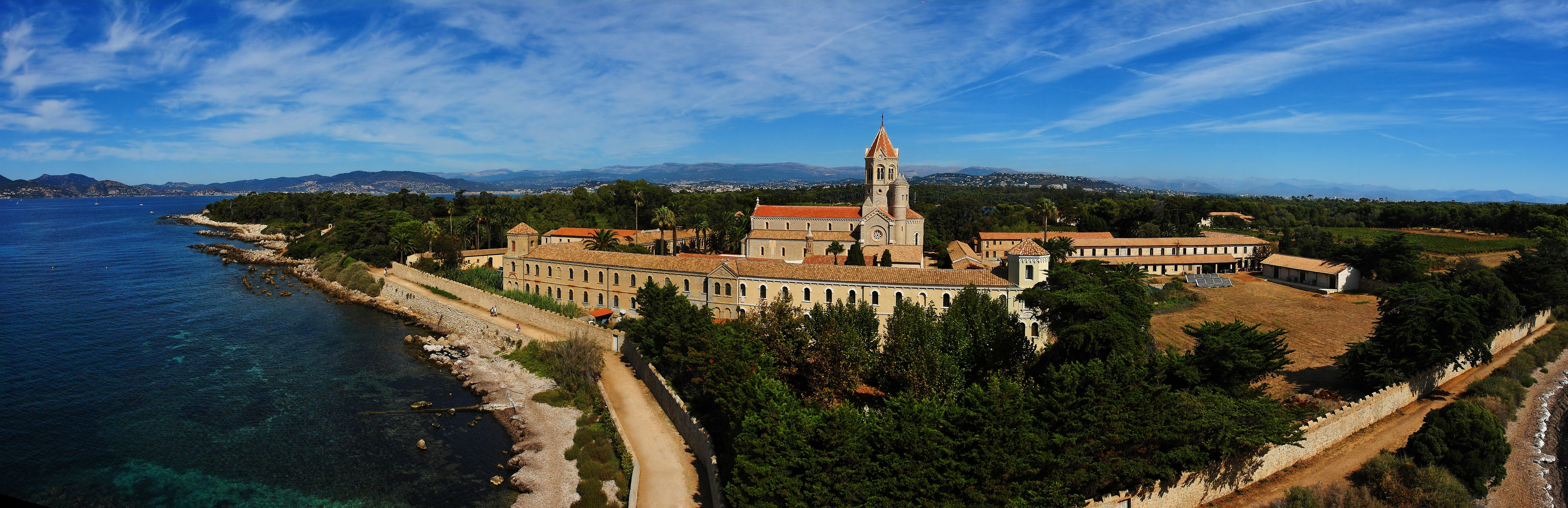

莱兰修道院（Lérins Abbey）是一个熙笃会修道院，位于法国蓝色海岸莱兰群岛圣托诺拉岛。修道院成立于公元410年前后，至今仍很活跃。目前的建筑物建于11-14世纪。修士们种植葡萄园，酿造葡萄酒。
法国大革命期间，该岛被国家没收，出售给富裕的女演员，Mademoiselle de Sainval。1859年，该岛被主教买下。十年后，熙笃会重建了修道院，并一直存在至今。